# منجیل‌آباد
منجیل‌آباد (یساقی) ، روستایی از توابع بخش مرکزی شهرستان رباط‌کریم در استان تهران ایران است.

## جمعیت
این روستا در دهستان منجیل‌آباد (یساقی) قرار دارد و براساس سرشماری مرکز آمار ایران در سال ۱۳۸۵، جمعیت آن ۵۶۳۴ نفر (۱۳۷۳خانوار) بوده است.